# Вишнёвка (Брянская область)
Вишнёвка — деревня в Карачевском районе Брянской области, в составе Карачевского городского поселения. 

Расположена в 1,5 км от восточной окраины города Карачева, к югу от шоссе А141 Брянск—Орёл. 
 Население — 590 человек (2010).

## История
Упоминается с середины XIX века (историческое название — Вшивка, Ушивка). Входила в Драгунскую волость Карачевского уезда, состояла в приходе Всехсвятской церкви города Карачева.
С 1925 года в составе Карачевской волости, с 1929 в Карачевском районе. С 1930-х гг. до 2005 года — в Первомайском сельсовете (центр — деревня Масловка). В первой половине XX века — две отдельные деревни: Вшивка 1-я (южная, более старая часть) и Вшивка 2-я (северная часть, застроенная в начале XX века).
Со второй половины XX века называется «Вишнёвка».
| Годы      | 1897 | 1926 | 1979 | 1989 | 2002 | 2010 |
| --------- | ---- | ---- | ---- | ---- | ---- | ---- |
| Население | 679  | 442  | 624  | 680  | 616  | 590  |